# Geranium gracile
Geranium gracile là một loài thực vật có hoa trong họ Mỏ hạc. Loài này được Ledeb. ex Nordm. mô tả khoa học đầu tiên năm 1837.

## Hình ảnh

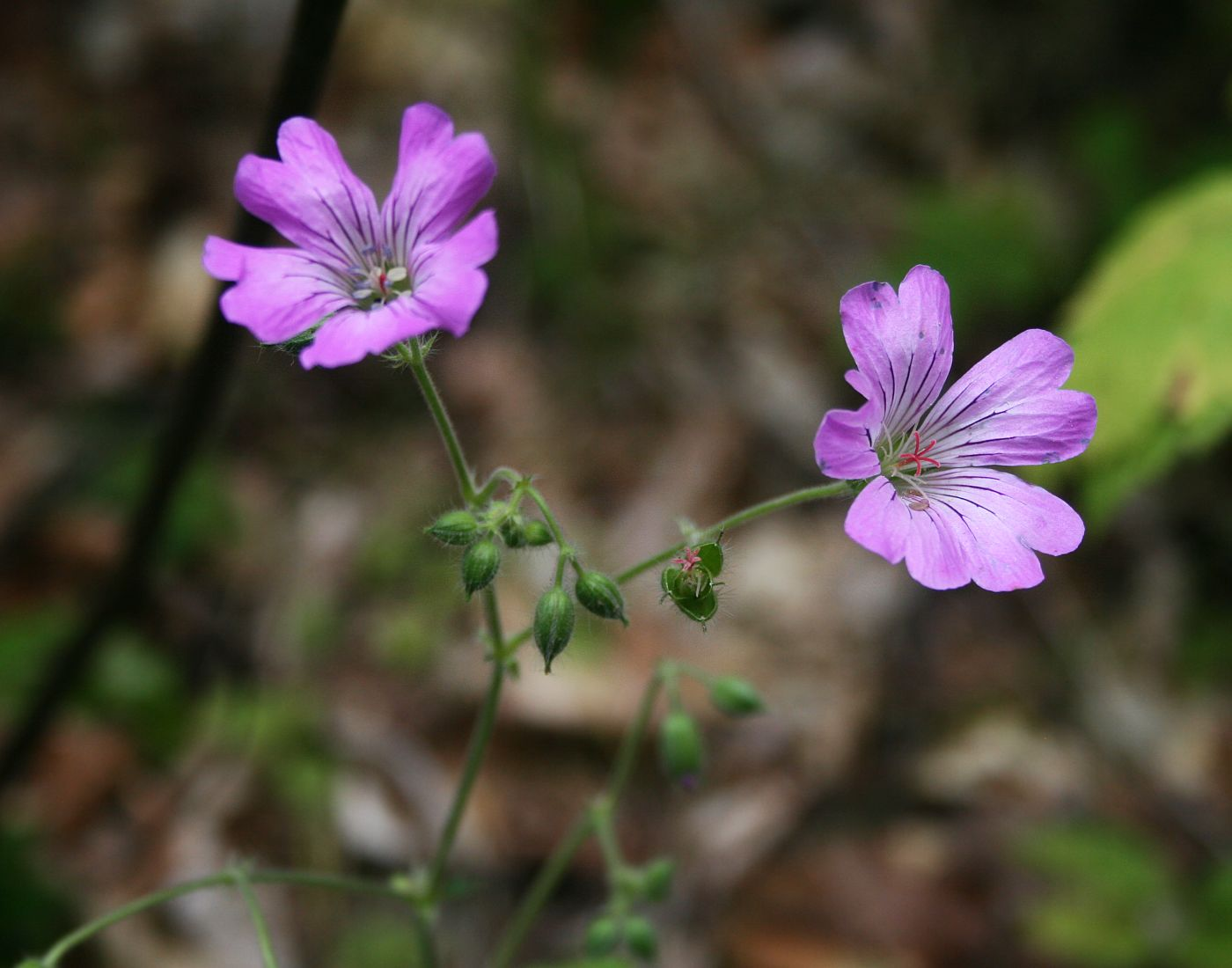
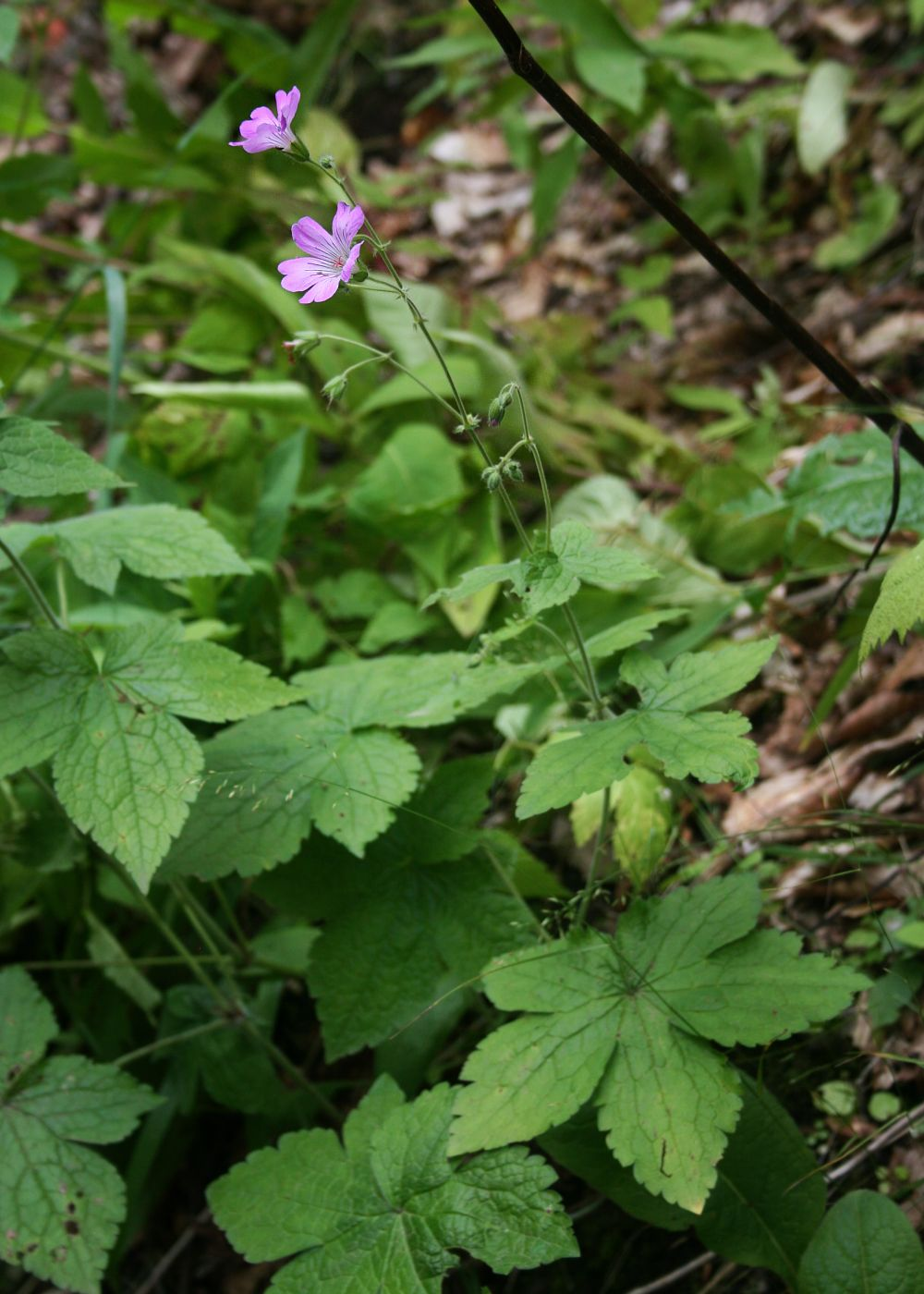
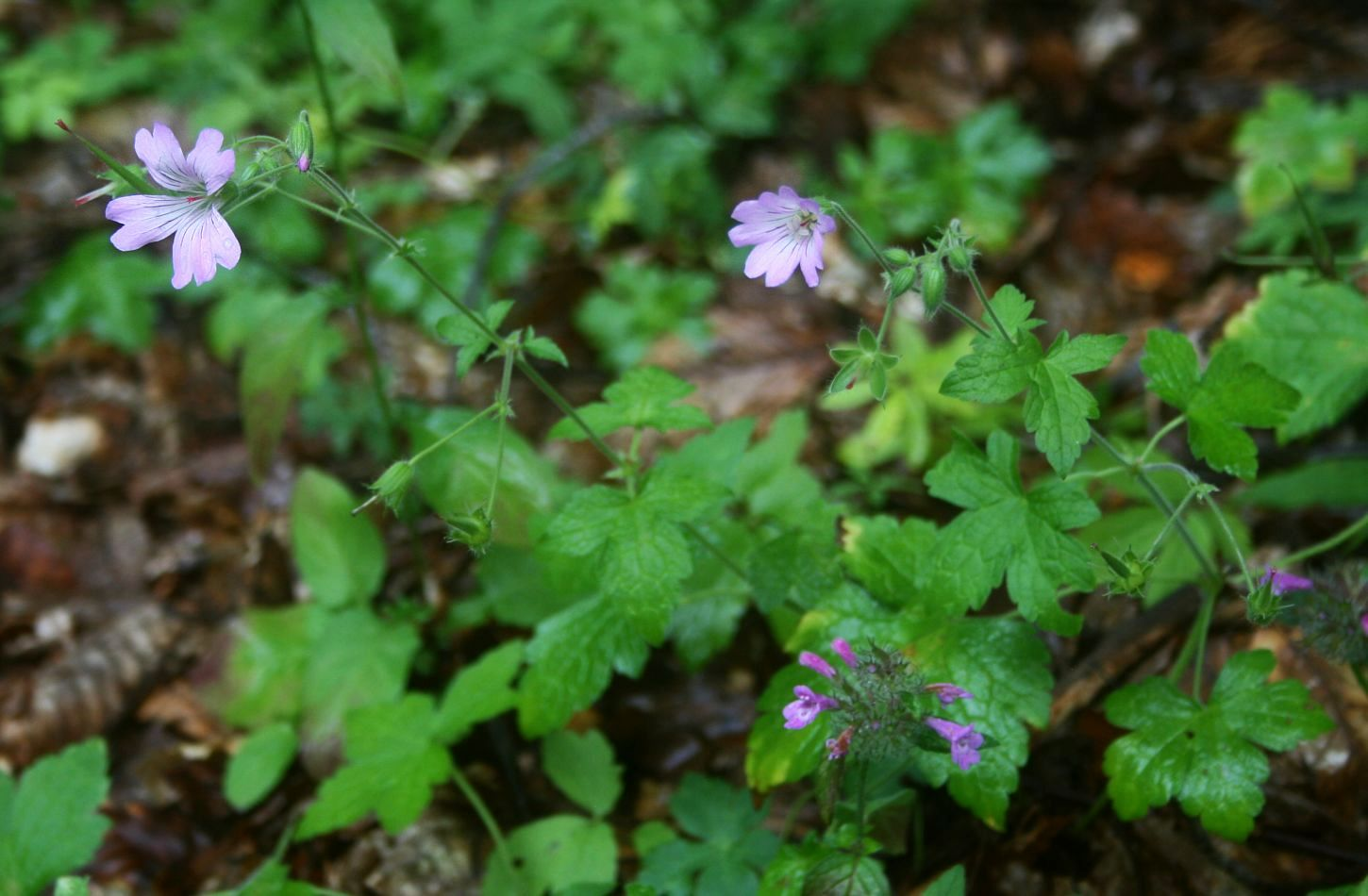